# اوی (توبول)
اوی (به قزاقی: Uy) یک رود در قزاقستان است که در استان چلیابینسک واقع شده‌است.